# Annesorhiza latifolia
Annesorhiza latifolia är en flockblommig växtart som beskrevs av Robert Stephen Adamson. Annesorhiza latifolia ingår i släktet Annesorhiza och familjen flockblommiga växter. Inga underarter finns listade i Catalogue of Life.